# Transistor d'allau
Un transistor d'allau és un transistor d'unió bipolar dissenyat per funcionar a la regió de les seves característiques de tensió de corrent de col·lector/colector a emissor més enllà de la tensió de ruptura de col·lector a emissor, anomenada regió de ruptura d'allau. Aquesta regió es caracteritza per una ruptura d'allaus, que és un fenomen similar a la descàrrega de Townsend per als gasos, i una resistència diferencial negativa. El funcionament a la regió de ruptura de l'allau s'anomena funcionament en mode d'allau: dona als transistors d'allau la capacitat de canviar corrents molt elevats amb temps de pujada i baixada de menys d'un nanosegon (temps de transició). Els transistors no dissenyats específicament per a aquest propòsit poden tenir propietats d'allau raonablement consistents; per exemple, el 82% de les mostres de l'interruptor d'alta velocitat de 15 V 2N2369, fabricat durant un període de 12 anys, van ser capaços de generar polsos de trencament d'allaus amb un temps de pujada de 350 ps o menys, utilitzant una font d'alimentació de 90 V com escriu Jim Williams.

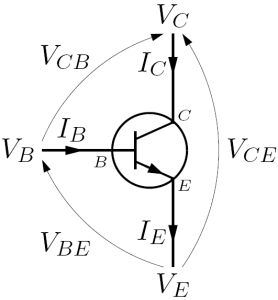
Corrents i tensions de polarització per a un transistor bipolar NPN.

El primer article que tractava sobre transistors d'allau va ser Ebers & Miller (1955). El document descriu com utilitzar transistors d'unió d'aliatge a la regió de ruptura de l'allau per superar les limitacions de velocitat i tensió de ruptura que van afectar els primers models d'aquest tipus de transistor quan s'utilitzaven en circuits digitals informàtics anteriors. Per tant, les primeres aplicacions dels transistors d'allau van ser en circuits de commutació i multivibradors. La introducció del transistor d'allau també va servir com a aplicació de la fórmula empírica de Miller per al coeficient de multiplicació d'allau {\displaystyle M}, introduït per primera vegada al paper Miller (1955). La necessitat d'entendre millor el comportament dels transistors a la regió de trencament de l'allau, no només per al seu ús en mode d'allau, va donar lloc a una àmplia investigació sobre la ionització d'impacte en semiconductors (vegeu Kennedy & O'Brien (1966)).
La primera aplicació del transistor d'allau com a amplificador lineal, anomenada Controlled Avalanche Transit Time Triode, (CATT) es va descriure a (Eshbach, Se Puan & Tantraporn 1976). Un dispositiu similar, anomenat IMPISTOR, es va descriure més o menys en el mateix període en el document de Carrol & Winstanley (1974). Les aplicacions lineals d'aquesta classe de dispositius van començar més tard, ja que hi ha alguns requisits per complir, tal com es descriu a continuació. L'ús de transistors d'allau en aquestes aplicacions no és habitual, ja que els dispositius requereixen altes tensions de col·lector a emissor per funcionar correctament.
Actualment, encara hi ha una investigació activa sobre dispositius d'allau (transistors o altres) fets de semiconductors compostos, capaços de commutar corrents de diverses desenes d'amperes fins i tot més ràpid que els transistors d'allaus "tradicionals".
Quan es consideren els efectes d'allau en un col·lector de transistors, el corrent del col·lector {\displaystyle I_{C}} està donat per
{\displaystyle I_{C}=M(\alpha I_{E}+I_{CBO})\,}
on {\displaystyle M} és el coeficient de multiplicació d'allaus de Miller. És el paràmetre més important en el funcionament en mode allau: la seva expressió és la següent
{\displaystyle M={\frac {1}{1-\left({\frac {V_{CB}}{BV_{CBO}}}\right)^{n}}}\,}
on
- és la tensió de ruptura de la base del col·lector,
- és una constant en funció del semiconductor utilitzat per a la construcció del transistor i el perfil de dopatge de la unió col·lector-base,
- és la tensió del col·lector-base.

Els transistors d'allau s'utilitzen principalment com a generadors de polsos ràpids, amb temps de pujada i baixada de menys d'un nanosegon i voltatge i corrent de sortida elevats. S'utilitzen ocasionalment com a amplificadors en el rang de freqüències de microones, encara que aquest ús no sigui corrent: quan s'utilitzen amb aquesta finalitat, s'anomenen "Triodes de temps de trànsit d'allaus controlats" (CATTs).